# Тимошур-Чунча
Тимошу́р-Чунча́ (Чемошур-Чунча; рос. Тимошур-Чунча, Чемошур-Чунча) — присілок у складі Увинського району Удмуртії, Росія.

## Населення
Населення — 55 осіб (2010; 69 в 2002).
Національний склад станом на 2002 рік:
- удмурти — 59 %
- росіяни — 41 %

## Урбаноніми[3]
- вулиці — Центральна, Червона